# فو فايتر

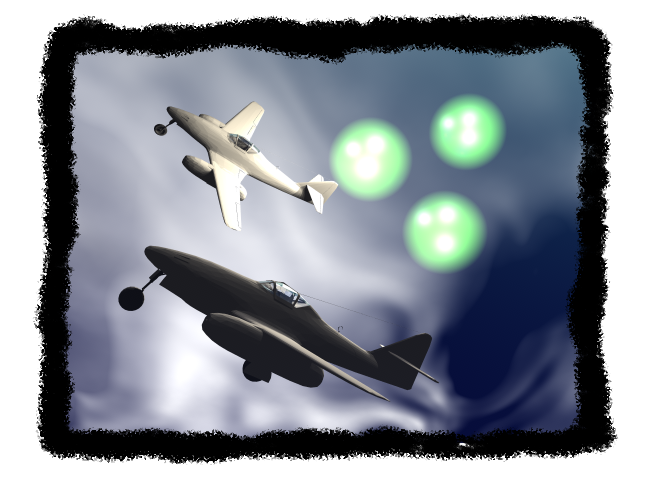

ظاهرة فو فايتر (بالإنجليزية: foo fighter)‏ أو ما يسمى بالصحون الطائرة، شوهدت للمرة الأولى في الحرب العالمية الثانية من بعض طائرات الجيش البريطاني والجيش الياباني وشوهدت في رادارات الطائرات وفسر بعض العلماء هذه الظاهرة وبعض العلماء لا يعترفون بها هذه الظاهرة لم تشاهد إلا مرات قليلة ومن تفسير بعض العلماء: أنها ظاهرة وجدت عن كثرة الكهرباء في السماء مثل (البرق) وفسرت أيضاً أنها مراكب لكائنات فضائية ولكن لم يستقر علي هذا الرأي كثير من العلماء وفسرت أيضاً أنها شيء من الله يبعثه علينا.
وهذه الظاهرة عبارة عن خظ ضوئي مستقيم أو مائل ولم تقدر سرعته بعد ولكن الذين شاهدوه قدروا سرعته بالمليونات أو 250 المليون في الكيلو الواحد وفي الساعة الواحدة.
كل هذه أراء قالها علماء الفلك ولم تعتمد هذه الظاهرة بعد.
خلال الحرب، كانت ذكرت نارية، تشير التقديرات إلى أن كبير مثل 300 قدم وصغيرة مثل القدم 1 في القطر، وموثقة جيدا. تركت هذه القديسة الشهود مستوحاة من الرعب والحذر، والخوف—على الرغم من أن المقاتلين فو ابدأ أضر أو حاول أن يضر أي شخص. كلفت في عام 1952 لدراسة التقارير وكالة المخابرات المركزية، وخلصت إلى أنه بينما غامضة، فو فايترز لم تكن نظر يشكل تهديدا للأمن القومي.
مقاتلة فو هو مصطلح شامل يتضمن تحلق كائنات من مختلف الأشكال والأحجام. متذبذب، أو تهتز مشاعل وصفت بأنها الكرات متوهجة من كثافة الأضواء الأخضر، الأصفر، الأحمر أو البرتقالي أو الأبيض. وأفادت الطاقم واحد حتى مراقبة المجالات المتفسفره الذهاب من خلال سلسلة تغييرات في الألوان على فترات منتظمة. وتصف التقارير الأخرى لهم كالفضة أو الذهب المعدني، وعلى شكل قرص. وكثيراً ما ظهرت على نصائح الجناح من الطائرات في أزواج أو وحدها، على الرغم من أن في بعض الأحيان أن وجدوا في مجموعات أكبر من خمسة عشر أو أكثر. وقدرت الكائنات 150 في تقرير واحد تكون مرتبة في خطوط 10-12. التقاط طائرة، يمكن أن يقال أن وتيرة هذه النقط لإطلاق النار طائرة سرعات عالية جداً عن طريق مناورات مراوغة واسعة النطاق لعدة دقائق. ضابط بريطاني واحد وطاقمه بحارة تعقب كائن من على ظهر تلك السفينة لأكثر من ساعة. على الرغم من أن بعض الطيارين حيرة حاولت اعتراض، والنار حتى عند الكرات، جهودهم لم تكلل بالنجاح، والتكبير الكائنات عادة بعيداً من تلقاء.
فو فايترز وردت في وسائل الإعلام الأميركية. المواد المملة التي ظهرت في الوقت و «نيوزويك» في عام 1945، المساهمة في موجه الوعي اوفو بناء في الولايات المتحدة. قبل عام 1952 هذا العدد الكبير من المدنيين كانت الاتصال بالوكالات الحكومية غامض فيما يتعلق التقارير أن تتأثر أعمال المخابرات العادية.
في حين أن العلماء لم يكونوا قادرين على تفسير هذه الظاهرة، طرحت العديد من التكهنات كإمكانيات. هناك خمسة من النظريات الأكثر قبولا:
1-نارية قد يكون شيئا أكثر من سانت المو الشعبية النار، محمر مثل فرشاة إبراء ذمة من كهرباء الغلاف الجوي التي شهدت كثير من الأحيان قرب نصائح ستيبلز الكنيسة وصواري السفن وياردارمس. ويبدو أيضا على متن طائرة الجناح النصائح.
2. قد يكون خداع بصري، أفتيريماجيس مجرد الضوء المتبقي في عيون الطيارين بعد أن مبهور برشقات نارية واقية من الرصاص.
3-تواجد قد يكون تأثير نادرة من «البرق الكرة،» متوهجة، الانجراف فقاعة الضوء عادة ثماني بوصات في القطر. هذه عموما، على الرغم من عدم، تتبع دائماً ضربات البرق العادية.
4-مشرق الأرض كائنات تنعكس من منحنى الظلة البلاستيكية طائرة يمكن أن ينظر إليها كالصور فوق الأفق.
5. وقد اقترح أنصار فرضية خارج الأرض (ETH) أن فو فايترز أدلة دامغة من ETs زيارة الأرض.